# Ladislav Trpkoš
Ladislav Trpkoš, né le 17 janvier 1915, à Hohenmaut, en royaume de Bohême et décédé en 2004, est un ancien joueur et entraîneur tchécoslovaque de basket-ball.

## Biographie
Il est le porte-drapeau de la Tchécoslovaquie aux Jeux olympiques d'été de 1948.

## Palmarès
- Champion d'Europe 1946
- Finaliste du championnat d'Europe 1947